# 尼古拉·德·纳维尔
尼古拉四世·德·纳维尔，维勒鲁瓦侯爵（法語：Nicolas IV de Neufville, Marquis de Villeroy，1543年11月12日—1617年12月12日），是法国的政治家，法国王太后凯瑟琳·德·美第奇（亨利二世的王后）时期的财政大臣，法国国王查理九世时期的国防大臣，法国国王亨利三世时期的外交大臣，法国国王亨利四世时期的国防大臣，法国王太后玛丽·德·美第奇（亨利四世的王后）、国王路易十三时期的枢密院首席大臣。